# Подборовье (Спицинская волость)
Подборовье — деревня в Гдовском районе Псковской области России. Входит в состав Спицинской волости Гдовского района.

## География
Расположена на побережье Желченского залива Чудского озера, в 20 км к юго-западу от волостного центра Спицино и в 50 км к югу от Гдова.

## Население
Численность населения деревни на 2000 год составляет 51 человек.